# Гетто в Кубличах
Гетто в Ку́бличах (конец сентября 1941 — декабрь 1941) — еврейское гетто, место принудительного переселения евреев поселка Кубличи Ушачского района Витебской области и близлежащих населённых пунктов в процессе преследования и уничтожения евреев во время оккупации территории Белоруссии войсками нацистской Германии в период Второй мировой войны.

## Оккупация Кубличей и создание гетто
В 1923 году в Кубличах среди 1020 жителей было 728 евреев — 130 еврейских дворов.

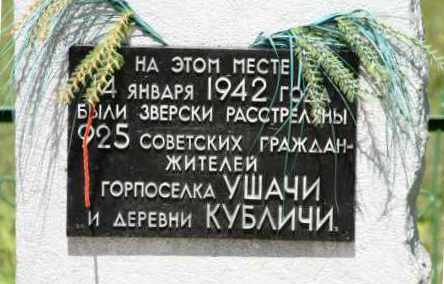
Надпись на памятнике

Население местечка перед войной сильно сократилось из-за миграции молодёжи в города, и в 1941 году в Кубличах осталось только 310 человек на 141 двор.
В начале сентября 1939 года в Кубличах появились первые беженцы — евреи из Польши. Но их рассказам о том, как немецкие солдаты издевались над евреями, почти никто не верил и эвакуироваться не спешили.
Кубличи были захвачены немецкими войсками 3 (4—5) июля 1941 года. Ушачский район в годы Великой Отечественной войны был центром партизанской зоны, и в Кубличах с августа 1942 года по май 1944 года была восстановлена Советская власть. В мае 1944 года немцы снова заняли Кубличи, а 29 июня 1944 года местечко было снова, уже окончательно, освобождено.
А в июне-июле 1941 года уйти на восток смогли не все — до железной дороги было далеко, отступающие части Красной армии, которые подбирали беженцев, через Кубличи не шли, автомобилей в местечке не было. Пытались уехать те, кто был помоложе, посильнее и имел гужевой транспорт.
В короткий период безвластья в местечке начались грабёж и разгром, причём грабили в основном еврейские дома.
К моменту немецкой оккупации в Кубличах находилось около 200 евреев, которые сразу были переписаны и отправлены на принудительные работы.
В сентябре 1941 года евреям приказали носить жёлтую звезду. Реализуя нацистскую программу уничтожения евреев, немцы создавали гетто почти во всех городах и населённых пунктах Беларуси, где проживало еврейское население. Так и в Кубличах оккупанты в конце сентября 1941 года организовали гетто.

## Условия в гетто
Гетто занимало одну улицу — Лепельскую, откуда предварительно выселили белорусов.
Еврейские дома были разорены, всё ценное было разграблено.
Немцы и полицаи постоянно издевались над евреями. Особенно мучительно было молодым девушкам-еврейкам, которых вынуждали обслуживать немцев, — даже заставляли катать их на саночках и массажировать в бане.
Евреев использовали на тяжёлых и грязных принудительных работах — очистке улиц, разгрузке автомобилей, заставляли таскать бочками воду из реки для немецкой кавалерии.
Особый садизм проявлял комендант Кубличской комендатуры Шнейдер, унтер-офицер Кубличской комендатуры Сучь, обер-лейтенант Цимс. Каждую ночь они ходили по местечку и резиновыми палками били окна и избивали жителей.
Из-за тяжёлых условий жизни, голода и отсутствия медицинской помощи четверть населения гетто погибли ещё до начала уничтожения.

## Уничтожение гетто
В декабре 1941 года более 200 евреев из Кубличей и также из других ближних населённых пунктов пешком пригнали в Ушачи и разместили в гетто по улице Ленинской.
Дочь сапожника Гинзбург Гиту гнали в Ушачи беременную. По дороге у неё начались роды, она упала, и её застрелили. Её мать Хана упала на тело дочери, и Хану тоже убили.
Первыми в январе 1942 года расстреляли ушачских евреев, которые находились в гетто по улице Октябрьской. А затем узников из гетто по улице Ленинской перевели в освободившийся лагерь и вскоре, 14 января, также убили. Вера Гильман, чудом спасшаяся узница этого гетто, вспоминала, что когда их перевели в опустевшее Ушачское гетто, там, на стенах домов, были нацарапаны на идише слова: «Нас скоро расстреляют. Кто себя уважает и останется живой — отомстите за нас».
В ночь перед «акцией» (таким эвфемизмом гитлеровцы называли организованные ими массовые убийства) евреи подожгли гетто. Некоторые погибли в пожаре, около ста человек сумели бежать, однако большинство из них были пойманы и уничтожены.
Известны имена двоих выживших евреев из Кубличей — это Фоля (Николай) и его сестра Гильманы, дети репрессированного портного Лейбы. Фоля затем воевал в партизанах.

## Память
Первый памятник жертвам геноцида евреев в Ушачах был поставлен на месте убийства по инициативе Хоны Футермана и Рувима Асмана с надписью: «Товарищ! Склони голову перед памятью погибших. 6.1.1942 г. фашистскими палачами расстреляны 925 жителей г-п Ушачи и дер. Кубличи».
В 1974 году памятник был отреставрирован на государственные средства и надпись была изменена: «На этом месте 14 января 1942 года расстреляны 925 советских граждан — жителей города Ушачи и деревни Кубличи». О том, что в яме лежат именно евреи, не упомянуто.
Опубликованы неполные списки убитых в Кубличах евреев.